# Vagn Åkesson
Pour les articles homonymes, voir Åkesson (homonymie).
Vagn Åkesson était un Scandinave de la fin des années 900, mentionné notamment dans la Jómsvíkinga saga.
Vagn demande à être admis dans la confrérie de mercenaire Jomsvikings à l'âge de douze ans déjà. Intrigué par le courage de Vagn, le chef des Jomsvikings, Palnatoke lui permet de prouver sa valeur dans un duel contre Sigvaldi Strut-Haraldsson. Vagn remporte ce combat. Il est alors admis dans cet ordre en dépit de la règle des Jomsvikings qui stipule que personne n'est autorisé à en devenir membre avant ses 18 ans.
Palnatoke adopte Vagn, qui est décrit comme l'un des Jomsvikings les plus courageux. Le courage de Vagn fait un grand contraste avec le pragmatisme, certains diraient la couardise, de Sigvaldi. Après la mort de Palnatoke, Sigvaldi devient le chef de l'ordre. Lors de la bataille de Hjörungavágr, il ordonne la retraite, un ordre auquel Vagn refuse d'obéir. Selon la saga, Vagn lance même sa lance dans la direction de Sigvaldi, mais le manque. Vagn parvient à survivre à la bataille avec les honneurs et est épargné par Éric Håkonsson, alors que Sigvaldi est couvert de ridicule.

## Source
- (en) Cet article est partiellement ou en totalité issu de l’article de Wikipédia en anglais intitulé « Vagn Åkesson » (voir la liste des auteurs).

## Textes médiévaux
- Jómsvíkinga saga
- La saga d'Olaf Tryggvason
- Heimskringla